# Nogometna oprema
Nogometna oprema je standardna i obavezna za sve igrače i suce u nogometu. Pravila igre određuju minimalnu opremu koja je potrebna za svakog igrača, te zabranjuju korištenje ičega što može biti opasno za ostale igrače ili samog igrača. Nadalje, pravila pojedinog nogometnog natjecanja mogu proširiti ova pravila daljnjim ograničenjima, poput obaveznog nošenja broja na dresovima.

## Obavezna oprema
Pravila igre traže od svih igrača da koriste osnovnu opremu koja se sastoji od sljedećih predmeta:
- Majica (dres)
- Kratke hlače (šorc)
- Kopačke
- Štitnici za potkoljenicu (kostobrani)
- Duge čarape (štucne)

Vratari moraju nositi opremu kojom se bitno razlikuju od svih ostalih igrača i sudaca.

## Ostala oprema
Vratari gotovo uvijek nose rukavice, koje po pravilima nisu obavezne. Svakom igraču je također dozvoljeno nositi rukavice. Neki vratari nose i kape, koje ih štite od odsjaja sunca. Igrači s problemima s vidom nose kontaktne leće i posebno oblikovane naočale koje ne mogu pasti, jer je korištenje optičkih naočala strogo zabranjeno (najpoznatiji primjer igrača koji koristi leće i posebne naočale je Edgar Davids). No, nakit, satovi i ostali nepotrebni predmeti su strogo zabranjeni.

## Sudačka oprema
Tradicionalno, svi nogometni suci koriste kompletno crnu opremu, iako se u zadnje vrijeme sve više i više povećava broj "šarenih" oprema. Na sudačkom dresu postoji i džep u koji stanu žuti i crveni karton, papirić u kojemu se zapisuju opomenuti igrači i, naravno, olovka.